# David Yost
David Harold Yost (Council Bluffs, 7 gennaio 1969) è un attore statunitense, conosciuto per aver interpretato il ruolo di Billy Cranston, primo Power Ranger Blu nella serie televisiva Power Rangers.

## Biografia

### Vita personale
È nato a Council Bluffs, Iowa, e ha girato per diverse località negli Stati Uniti, vincendo molte competizioni di ginnastica a livello nazionale. Nel 1987 si è diplomato presso la Amador Valley High School di Pleasenton. Nel 1991 si è laureato al Graceland College di Lamoni. In seguito si è spostato in California con la speranza di diventare un attore e solo tre mesi dopo il suo arrivo ha fatto il provino per un ruolo nella serie Power Rangers, riuscendo di fatto ad ottenere i risultati sperati.
Nell'agosto 2010 fa coming out: in un'intervista all'Anime Fest di Orlando, infatti, rivela la sua omosessualità ed i relativi problemi avuti coi suoi collaboratori nell'ambito della serie dei Power Rangers. Yost ha lavorato per anni in un ambiente ostile, tanto che successivamente ha tentato la strada delle terapie riparative per tentare di cambiare orientamento sessuale. Successivamente diventa un attivista LGBT, lavorando al contempo come produttore e saltuariamente come attore.

### Power Rangers
Yost recitò in più di duecento episodi di tutte e quattro le stagioni della serie Power Rangers, serie televisiva di grande successo, interpretando il ruolo del Blue Ranger Billy Cranston. È il personaggio più longevo di tutta la prima serie, l'unico membro regolare del cast delle prime tre stagioni. Ha partecipato anche ai correlati film del 1995 Power Rangers - Il film e del 2023 Power Rangers - Una volta e per sempre, interpretando anche qui il ruolo di Billy Cranston.

## Filmografia

### Film
- 1995 - Power Rangers - Il film
- 1996 - Ladykiller
- 2000 - Dopo diversi tratti: quando il riso si fermò
- 2023 - Power Rangers - Una volta e per sempre

### TV
- 1993 - Power Rangers
- 1996 - Power Rangers: Zeo
- 2023 - Power Rangers Cosmic Fury

### Produttore
- La storia di Mary Kay Letourneau (2000)
- After Diff'rent Strokes: When the Laughter Stopped (2000), TV
- Alien Hunter (2001)
- Temptation Island (2001)
- What Are You Eat (2004)

## Doppiatori italiani
- Claudio Ridolfo in Power Rangers, Power Rangers Zeo, Power Rangers - Il film, Power Rangers - Una volta e per sempre, Power Rangers Cosmic Fury